# Harnaś

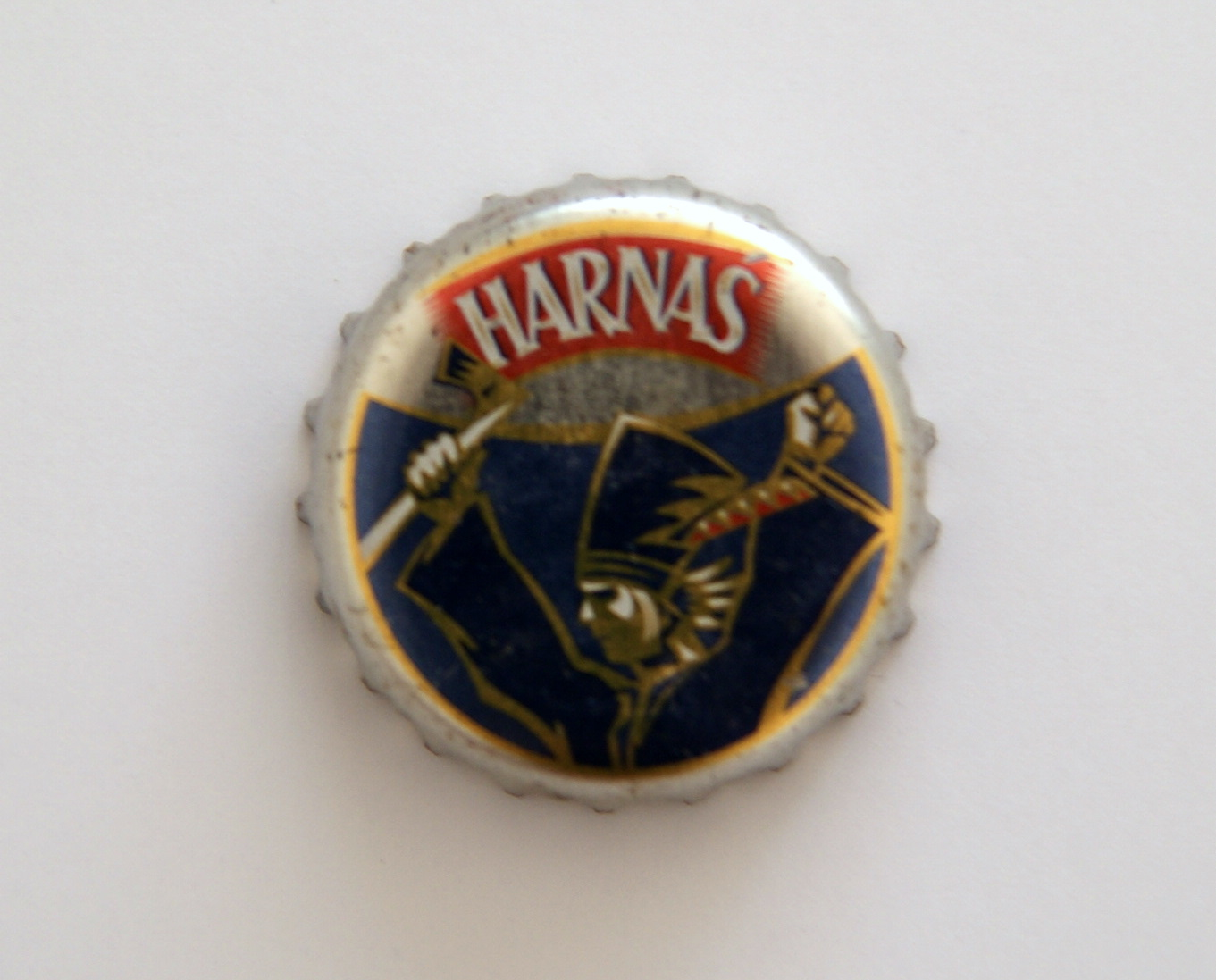
Kapsel mit Logo

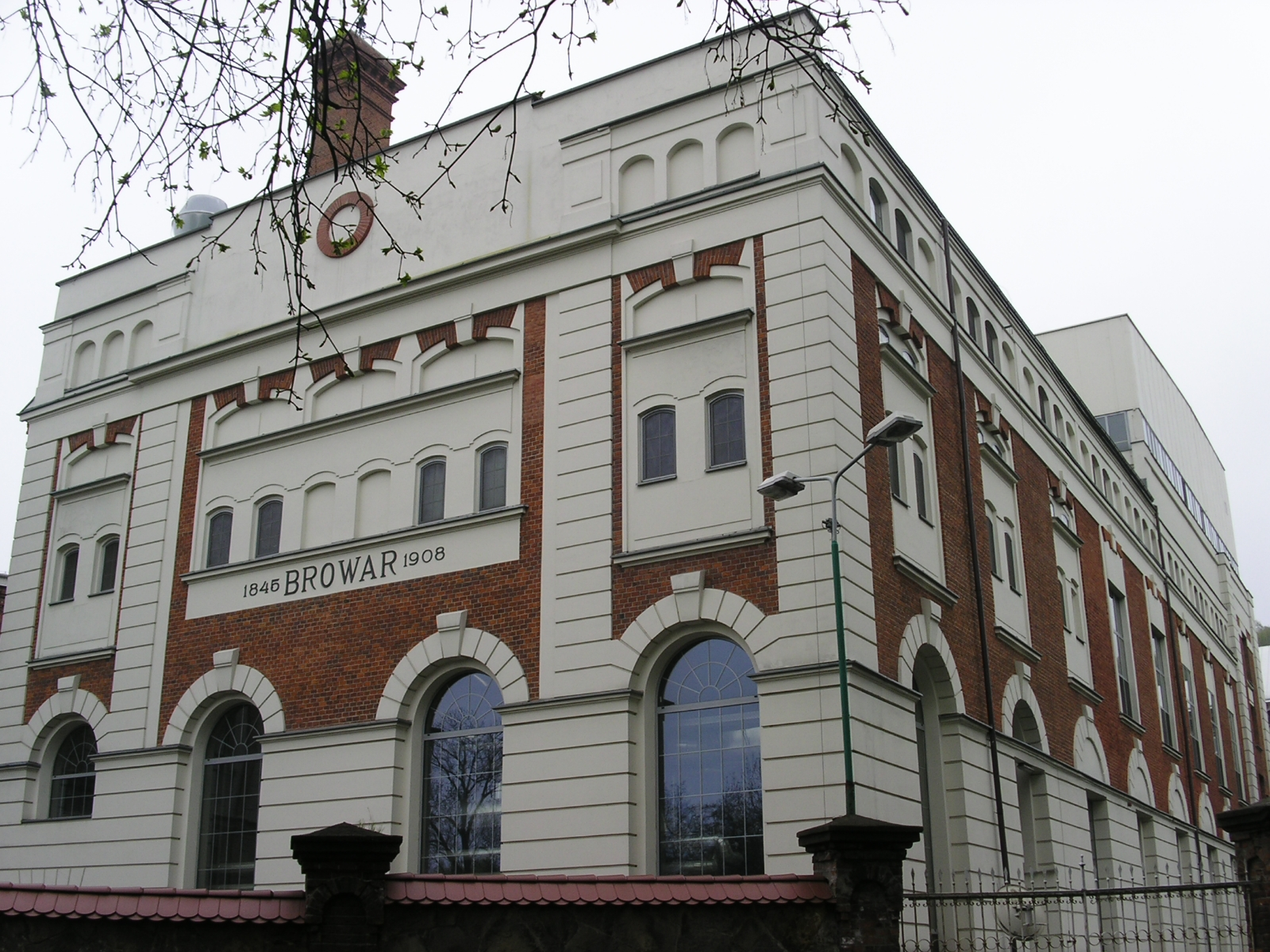
Brauerei Okocim

Harnaś (zu deutsch: Räuberführer) ist ein Bier aus Polen mit einem Alkoholgehalt von 5,8 % Vol. Es wird in der Brauerei in Sierpc und der Brauerei Okocim in Brzesko gebraut, die Teile des dänischen Carlsberg-Konzerns sind. Die Tradition des Bierbrauens in Sierpc und Brzesko stammt aus dem Mittelalter, die derzeitigen Brauereien entstanden Mitte des 19. Jahrhunderts bzw. Mitte des 20. Jahrhunderts. Im Logo ist ein Räuberführer in der Tracht der Podhalanie (Goralen der Tatra und des Podhale) sowie der Bergkamm der Hohen Tatra. Wort- und Bildmarke sind eine Anspielung auf Janosik, den Robin Hood der Tatra.